# Büyük Menderes
Büyük Menderes na turskom znači  Veliki Meandar (grčki: Μαίανδρος, Maíandros) je još od antike poznata rijeka Meandar na jugozapadu Turske koja izvire u Anatolijskoj visoravni u okrugu Dinar, i nakon slavnih meandara utječe u Egejsko more kod antičkog jonskog grada Mileta.

## Zemljopisne karakteristike
Büyük Menderes - nastaje sjeverno od grada Denizli, gdje se spajaju dva vodotoka: Banaz i Kufi. Rijeka potom pravilno teče u smjeru zapada. Od mjesta Sarayköya rijeka teče kroz ravnicu i stvara brojne meandre po kojima je dobila ime. Kod grada Aydın skreće prema jugozapadu i 15 km prije mora tvoru veliku deltu, koja je od 1960-ih regulirana i utječe kod mjesta Deringöl u Egejsko more.
Delta Büyük Menderesa je velika 27,675 ha rezervat je brojnih ptica selica, danas je Nacionalni park. Rijeka Meandar nanosi mnogo materijala, tako da je stvorila veliku lagunu s otocima. Zbog nje je napušten antički Milet.
Meandar je duboka rijeka, ali jako uska tako da je plovna samo za manje brodove.
Sjeverne pritoke Meandra su; Orgyas, Marsyas, Cludrus, Lethaeus i Gaeson, a južne; Obrimas, Lycus, Harpasus i Marsyas. 
U Turskoj postoji još jedna rijeka Meandar - Küçük Menderes ((tur.) Mali meandar).

## Vanjske poveznice
|  | Zajednički poslužitelj ima još gradiva o temi Büyük Menderes |

- Spatial planning in the basin of the Büyük Menderes River  Arhivirana inačica izvorne stranice od 9. rujna 2016. (Wayback Machine) (PDF)
- Meander (Büyük Menderes)  Arhivirana inačica izvorne stranice od 19. travnja 2011. (Wayback Machine) (engl.)
- Büyük Menderes bird and bird watching basin in Turkey  Arhivirana inačica izvorne stranice od 12. listopada 2011. (Wayback Machine)